# Seollemju-uibo
Seollemju-uibo (설렘주의보?, lett. "Avviso di eccitazione"; titolo internazionale Love Alert) è un drama coreano trasmesso su MBN dal 31 ottobre al 20 dicembre 2018.

## Trama
Il drama coreano parla di un medico celibe di nome Cha Woo-hyun che viene coinvolto in uno scandalo con la famosa attrice Yoon Yoo-jung per ragioni inspiegabili. I due firmano un contratto in cui devono fingere di essere innamorati per raggiungere i loro obiettivi comuni.